# Obsessed with You
Obsessed with You è un singolo del rapper britannico Central Cee, pubblicato il 10 settembre 2021.

## Antefatti
Il brano venne presentato in anteprima sul profilo TikTok del rapper il 22 agosto 2021, dove diventò un suono virale. Il singolo venne pubblicato a sorpresa il 10 settembre.

## Descrizione
Obsessed with You contiene un sample di Just for Me, singolo della cantante PinkPantheress prodotto da Mura Masa andato anch'esso virale su TikTok.

## Tracce
Download digitale
Testi di Oakley Caesar-Su, PinkPantheress e Mura Masa, musiche di Nastylgia.
1. Obsessed with You – 1:48

## Formazione
- Central Cee – voce, testo
- PinkPantheress – voce aggiuntiva
- Nastylgia – produzione

## Classifiche

### Classifiche settimanali
| Classifica (2021-22) | Posizione massima |
| -------------------- | ----------------- |
| Australia            | 30                |
| Francia              | 45                |
| Grecia               | 73                |
| Irlanda              | 16                |
| Paesi Bassi          | 56                |
| Portogallo           | 105               |
| Regno Unito          | 4                 |
| Svezia               | 70                |
| Svizzera             | 65                |

### Classifiche di fine anno
| Classifica (2021) | Posizione |
| ----------------- | --------- |
| Regno Unito       | 87        |